# 팬텀 플래닛
팬텀 플래닛(Phantom Planet)은 미국 캘리포니아주 로스앤젤레스 출신의 록 밴드이다.

## 음반 목록
- Phantom Planet Is Missing (1998)
- The Guest (2002)
- Phantom Planet (2004)
- Raise the Dead (2008)